# Zelin Crnoluški
Zelin Crnoluški je naselje u Hrvatskoj u sastavu Grada Delnica. Nalazi se u Primorsko-goranskoj županiji.

## Zemljopis
Sjeverozapadno i sjeverno je Nacionalni park Risnjak, sjeverozapadno je Leska, sjeveroistočno su Bela Vodica, Vela Voda, Crni Lug, Malo Selo, južno je Zelin Mrzlovodički i Lokvarsko jezero, jugozapadno je jezero Mrzla vodica i naselje Mrzla Vodica.

## Stanovništvo
| broj stanovnika |       | 23    | 48    | 52    | 64    | 59    | 53    | 64    | 39    | 30    | 17    | 19    | 10    | 6     |       |       |       |
|                 | 1857. | 1869. | 1880. | 1890. | 1900. | 1910. | 1921. | 1931. | 1948. | 1953. | 1961. | 1971. | 1981. | 1991. | 2001. | 2011. | 2021. |